# Sandy Island
Sandy Island es un área no incorporada ubicada del condado de Georgetown en el estado estadounidense de Carolina del Sur. 
La isla en sí es de aproximadamente 9.000 acres de (36 km ²) una duna de arena prehistóricas limitada al este y al oeste por los ríos, en el norte de Bull Creek, y al sur por Vías Creek.
La parte norte de la isla es más alta y es sobre todo una gran extensión forestal de pinos, que proporciona un refugio para la especie en peligro pájaro carpintero de copete rojo y numerosas otras especies de plantas y animales. Cerca de 9.000 acres (36 km ²) de la isla ha sido comprados por asociación La protección de la naturaleza para proteger permanentemente la zona del desarrollo.
En el sur, el extremo inferior de la isla hay restos de antiguas plantaciones de arroz, con compuertas y canales que antes gestionaban el suministro de agua. Existe además en la isla, una pequeña comunidad de unas pocas familias, compuestas por los descendientes de los antiguos esclavos de las plantaciones esclavos. Ya que no existe ningún puente, tanto para ir al trabajo como para ir a la escuela, la población de la isla se desplaza al continente en Ferry.
La isla también es visitada por los naturalistas, los propietarios de las plantaciones, los arqueólogos y geólogos, debido a los recursos que proporciona.  Diario "escénica" paseos en barco son una característica de Jardines Brookgreen, que es a través de la Waccamaw de Sandy Island.